# Jim Romagna
James "Jim" Romagna (ur. 1970) – amerykański kulturysta i model fitness.

## Życiorys
Dojrzewał w stanie Wisconsin, jako najmłodszy z ośmiorga rodzeństwa. Po ukończeniu szkoły średniej, dzięki otrzymanemu stypendium piłkarskiemu, rozpoczął naukę na St. Cloud State University w St. Cloud w Minnesocie.
W latach 1989–1992 studiował wychowanie fizyczne w Loras College w Dubuque w stanie Iowa. Grał również w uczelnianej drużynie futbolowej. Po ukończeniu college'u aktywnie poświęcał się grze w rugby, lecz ostatecznie postawił na karierę kulturysty. Po debiucie kulturystycznym w roku 1994, wziął udział w ponad dwudziestu zawodach, m.in. Musclemanii. Został całkowitym zwycięzcą rozgrywek 1996 Upper Midwest Championships. W 2000 roku podczas NPC Los Angeles Championships ulokował się na pozycji trzeciej. 19 czerwca 2004 w trakcie NPC Junior National Championships zajął czternastą pozycję.
W 2006 roku pojawił się na okładce marcowego wydania magazynu Muscle & Fitness. Sesję powtórzył w czerwcu przyszłego roku.
Obecnie mieszka w Dubuque, gdzie pracuje jako trener w Loras College. Jest także trenerem osobistym. Pisze też w kolumnach poszczególnych sportowych magazynów, jak Muscle & Fitness. Właściciel Natural Fit Inc.

## Osiągnięcia kulturystyczne (wybór)
- 1994:
  - USA Natural Bodybuilding Championships, kategoria średnia − IV m-ce
  - Iowa Natural Championships, kat. średnia − I m-ce

- 1996:
  - Upper Midwest Championships, kat. niskich zawodników − I m-ce
  - Upper Midwest Championships − całkowity zwycięzca

- 1998:
  - Musclemania, kat. półśrednia – V m-ce

- 2000:
  - Los Angeles Championships – federacja NPC, kat. półciężka – III m-ce

- 2002:
  - Musclemania Superbody, kat. średnia – IV m-ce

- 2004:
  - Junior Nationals – fed. NPC, kat. średnia – XIV m-ce